# Kozelsk
Kozelsk ou Kozielsk (en russe : Козельск) est une ville de l'oblast de Kalouga, en Russie. Sa population s'élevait à 17 312 habitants en 2013.

## Géographie
Kozelsk est arrosée par la rivière Jizdra et se trouve à 67 km au sud-ouest de Kalouga et à 225 km au sud-ouest de Moscou.

## Histoire

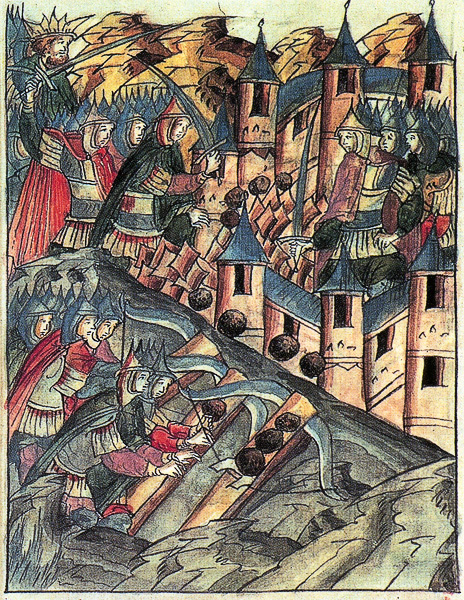
Siège de Kozelsk en 1238, sur une miniature du XVIe siècle.

Le nom de Kozelsk est mentionné pour la première fois en 1146 dans les Chroniques de Novgorod[réf. souhaitée], comme partie de la principauté de Tchernigov. Kozelsk devint renommée au printemps de 1238, quand elle fut attaquée par l'armée de Batu Khan. En 1446, Kozelsk fut pour un temps rattachée au grand-duché de Lituanie. En 1494, la ville fut finalement annexée par la Moscovie.
Le très vénéré monastère Optina Poustyne en est proche. En 1939, il servit de camp de prisonniers pour les officiers polonais capturés en septembre 1939. Entre avril et mai 1940, le NKVD assassina approximativement 4 500 d'entre eux dans la forêt proche de Katyn. Pendant l'opération Barbarossa, Kozelsk fut occupée par l'Allemagne nazie du 8 octobre 1941 au 28 décembre 1941. Elle fut reprise pendant la bataille de Moscou et totalement détruite par les combats. Elle est reprise durant l'offensive de Kozelsk.
À Kozelsk est basée une division des forces de missiles stratégiques russes, dotée de missiles balistiques intercontinentaux RS-18 (SS-19 Stiletto pour l'OTAN) d'une portée de 10 000 km .

## Population
Recensements (*) ou estimations de la population :
| 1856  | 1897* | 1926* | 1939* | 1959*  | 1970*  |
| ----- | ----- | ----- | ----- | ------ | ------ |
| 7 900 | 5 619 | 5 336 | 8 200 | 12 114 | 13 026 |

| 1979*  | 1989*  | 2002*  | 2010*  | 2012   | 2013   |
| ------ | ------ | ------ | ------ | ------ | ------ |
| 19 789 | 19 735 | 19 907 | 18 245 | 17 871 | 17 312 |

## Personnalités
- Tatiana Chevtsova, femme politique, militaire et économiste russe.